# Chicago Calling
Chicago Calling é um filme de drama estadunidense de 1951 dirigido por John Reinhardt e estrelado por Dan Duryea e Mary Anderson.

## Enredo
O filme é sobre um fotógrafo malsucedido e alcoólatra, William R. Cannon (Dan Duryea), que é abandonado por sua esposa enquanto eles se mudam para outra cidade com sua filha. Quando eles sofrem um acidente de carro no caminho.

## Elenco
- Dan Duryea como William R. Cannon
- Mary Anderson como Mary Cannon
- Gordon Gebert como Bobby
- Ross Elliott como Jim
- Melinda Plowman como Nancy Cannon
- Judy Brubaker como Barbara 'Babs' Kimball
- Marsha Jones como Peggy
- Roy Engel como Pete

## Produção
A maior parte do filme foi filmada nas ruas do centro de Los Angeles, especialmente no bairro de Bunker Hill.

## Recepção
Craig Butler opinou que "o filme impressiona com a forte atuação de Dan Duryea. Muitos espectadores sem dúvida ficarão comovidos: afinal, este é o tipo de filme que deliberadamente pressiona os botões emocionais o mais forte possível" Mas, de acordo com Butler, “muitos espectadores também sentirão que estão sendo manipulados, e com razão. Infelizmente, depois de um tempo, manipulações explícitas e óbvias no roteiro começam a incomodar".